# 前川一男
前川 一男（まえかわ かずお、1922年11月28日 - 1995年10月22日）は、昭和時代の労働運動家。全日本労働総同盟（同盟）書記長。

## 経歴
千葉県生まれ。1939年東京電燈（1942年関東配電）に入社。1940年電機学校高等工業科卒業。兵役を経て、1946年関東配電従業員組合変電支部執行委員となり、労働運動に入る。1948年日本電気産業労働組合（電産）関東地本常任執行委員。1950年電産を脱退、関東配電（1951年東京電力）労働組合を結成、書記長。1952年東京電力労働組合副委員長、1960年同委員長。1967年全国電力労働組合連合会（電労連）会長（～1973年）。1968年全日本労働総同盟（同盟）副会長。1970年2月から滝田実全繊同盟会長（同盟会長）、宝樹文彦全逓委員長、原口幸隆全鉱委員長、宮田義二鉄鋼労連委員長らと労働戦線統一問題に関する非公式会議を持ち、同年11月に労働戦線統一世話人会を発足させ、そのメンバーとなった。1972年同盟書記長。1980年同盟書記長を退任、全国一般労働組合同盟（一般同盟）会長。1987年友愛会議副議長。1989年日本労働組合総連合会（連合）初代副会長。1993年勲二等瑞宝章を受章。